# Ewa Nechay-Lempart
Ewa Aniela Nechay De Felseis-Lempart (ur. 31 października 1930 we Lwowie, zm. 7 lipca 2017 w Krakowie) – polska szybowniczka.

## Życiorys
Córka Wiktora Nechaya i Teresy Sendzimirówny (siostry Tadeusza Sendzimira). Ojciec został aresztowany i zmarł w 1940 roku (umieszczony na ukraińskiej liście katyńskiej). W kwietniu 1940 roku jej rodzina został wywieziona do Kazachstanu, skąd wróciła 1946 roku. W 1949 roku ukończyła kurs szybowcowy w Lęborku. Po ukończeniu w 1950 roku Liceum Sztuk Plastycznych w Krakowie i rozpoczęła studia na Wydziale Budownictwa Lądowego Politechniki Krakowskiej. Zmarła w Krakowie. Pochowana na cmentarzu Rakowickim (pas 100, miejsce 14) razem z matką (zm. 1989) i mężem Ryszardem Lempartem.

## Osiągnięcia
W 1952 roku ustanowiła rekord Polski w przelocie docelowym podczas lotu na 320 km. W kolejnym 1953 roku uzyskała rekord świata podczas przelotu po trasie trójkąta 100 km.

## Nagrody i odznaczenia
- 2001: Medal Dominika[7]
- 1953: Dyplome de Record FAI[3]